# 图鲁鲁
图鲁鲁是巴西塞阿拉州的一个市镇。总面积192.548平方公里，总人口13266人，人口密度68.9人/平方公里。